# جیمز بینس (کلیپر)
جیمز بینس (کلیپر) (به انگلیسی: James Baines (clipper)) یک کشتی بود که طول آن ۲۲۶ فوت (۶۹ متر) بود. این کشتی در سال ۱۸۵۴ ساخته شد.